# Litošice
Litošice es una localidad del distrito de Pardubice en la región de Pardubice, República Checa. 
Se encuentra ubicada al noroeste de la región, cerca de la frontera con las regiones de Bohemia Central y Hradec Králové, y del curso alto del río Elba.

## Demografía
En 2018, contaba con una población estimada de 141 habitantes.
Según el censo de 2021, cuenta con 161 residentes, de los cuales 74 son mujeres y 87 hombres. 